# Якоб Бернули
Вижте пояснителната страница за други личности с името Бернули.
Якоб Бернули (на немски: Jakob Bernoulli, срещан и като Jacob, Jacques и James) e швейцарски математик от холандски произход, най-възрастният член на математическата династия Бернули и по-голям брат на Йохан Бернули.

## Биография
Роден е на 5 януари 1655 година в Базел, Швейцария. Желанието на бащата на Якоб е синът му да се занимава с теология, но при едно пътешествие из Холандия и Англия той се запознава с математиците Робърт Бойл и Робърт Хук и срещата им вдъхновява Якоб да се заеме с математика. През 1682 г. е назначен за лектор по експериментална физика в Базелския университет, а пет години по-късно става професор по математика.
През целия си живот води активна научна кореспонденция с брат си и с Готфрид Лайбниц, като тримата често решават задачи паралелно и независимо един от друг.
Умира на 16 август 1705 година в Базел на 50-годишна възраст.

## Приноси
Якоб Бернули има значими и основополагащи трудове в много и различни математически направления. Най-високите му постижения са в развитието на анализа на безкрайно малките, теория на редовете, вариационното смятане, теория на вероятностите.

### Диференциално и интегрално смятане
Якоб заедно с брат си Йохан Бернули и Лайбниц са признати за създатели на диференциалното смятане. През 1690 г., Якоб предлага наименованието „интеграл“, като има две хипотези за етимологията му: от integer – непокътнат, цял, или от integro – възстановявам, привеждам в предишно състояние. Книгата му „Аритметични приложения на безкрайните редове и техните крайни суми“ е първият учебник по теория на редовете.

### Диференциална геометрия
След като през 1684 – 1687 г. изучава първия мемоар на Лайбниц по инфинитезимално смятане, прилага знанията за изучаването свойствата на редица криви и пресмятане на квадратурите им.
През 1691 г., прилага полярните координати в почти съвременния им вид: за координати на точка приема дължината на дъга от някаква окръжност (днес използваме съответния ѝ ъгъл) и перпендикулярите от точката към осите (днес заменени от един параметър – разстояние от точката до координатното начало).
Три години по-късно дава формула за пресмятане радиуса на кривината в полярна координатна система, като за първи път използва понятието втора производна. През същата тази 1694 г. Бернули пише статия посветена на една алгебрична крива, наречена от него лемниската (от гръцки: лента, панделка), която впоследствие е кръстена на негово име.
Интересът на Якоб към равнинните криви датира от по-рано: през 1690 г. той изследва верижката, а през 1692 г. – логаритмичната спирала. Свойствата ѝ толкова силно го поразяват, че той започва да ѝ приписва мистичен смисъл и пожелава графиката ѝ да бъде изсечена на надгробната му плоча.

### Вариационно смятане
През 1696 г., Якоб Бернули поставя задачата за брахистохроната и през следващата година я решава независимо, но едновременно с Лайбниц и др. Предлага решение и на дефинираната от Рене Декарт задача за изохроната, а формулирайки изопериметричната задача полага основите на вариационното смятане – дял от математиката, който изследва екстремумите на функционалите.

### Теория на вероятностите
Бернули е автор на едно от първите изследвания по теория на вероятностите, „Изкуство на предположенията“ („Ars conjectandi“), публикувано посмъртно през 1713 г. В него той решава някои комбинаторни задачи, строи модел за описание на серии от независими опити с два възможни изхода (биномно разпределение или още „схема на Бернули“) и доказва станалия известен като Теорема на Бернули важен частен случай на Закона за големите числа. В спомените си Якоб признава, че е обмислял доказателството на теоремата в продължение на 20 години. В кореспонденция с Лайбниц той пише:
| „ | Законът на големите числа е правило, което дори и най-големият глупак разбира от само себе си, по някакъв природен инстинкт, без предварителни обяснения. | “ |

### Диференциални уравнения
През 1695 г. двамата братя Бернули работят интензивно над диференциалните уравнения, въведени от Лайбниц. Йохан открива метод за решаване на хомогенни уравнения, а Якоб – за линейни диференциални уравнения от първи ред. През същата година формулира и решава станалото известно като уравнение на Бернули
{\displaystyle {\frac {dy}{dx}}+Py=Qy^{\alpha }}.
До смъртта си през 1705 г. Якоб прави опити да реши изцяло уравнението {\displaystyle dy=yydx+xxdy}, но стига само до решение във вид на ред. След като през 1724 г. граф Джакопо Рикати достига до решението, този клас диференциални уравнения стават известни под името уравнения на Рикати.

### Други
В математиката са известни и числата на Бернули, свързани с изчисляването на еднаквите степени на естествените числа. Якоб Бернули е също така автор и на статии по механика.

## Любопитно
- На името на братята Якоб и Йохан Бернули има кръстен лунен кратер.
- През 1963 г. е учредена Международната асоциация по статистически и физически науки, която през 1975 г. е преименувана на Общество на Бернули (Bernoulli Society) по името на Якоб Бернули. Научната организация има за цел посредством международни контакти и сътрудничество да развие математическата статистика, теорията на вероятностите и техните приложения във всички аспекти на човешката дейност.